# Zagórze Śląskie

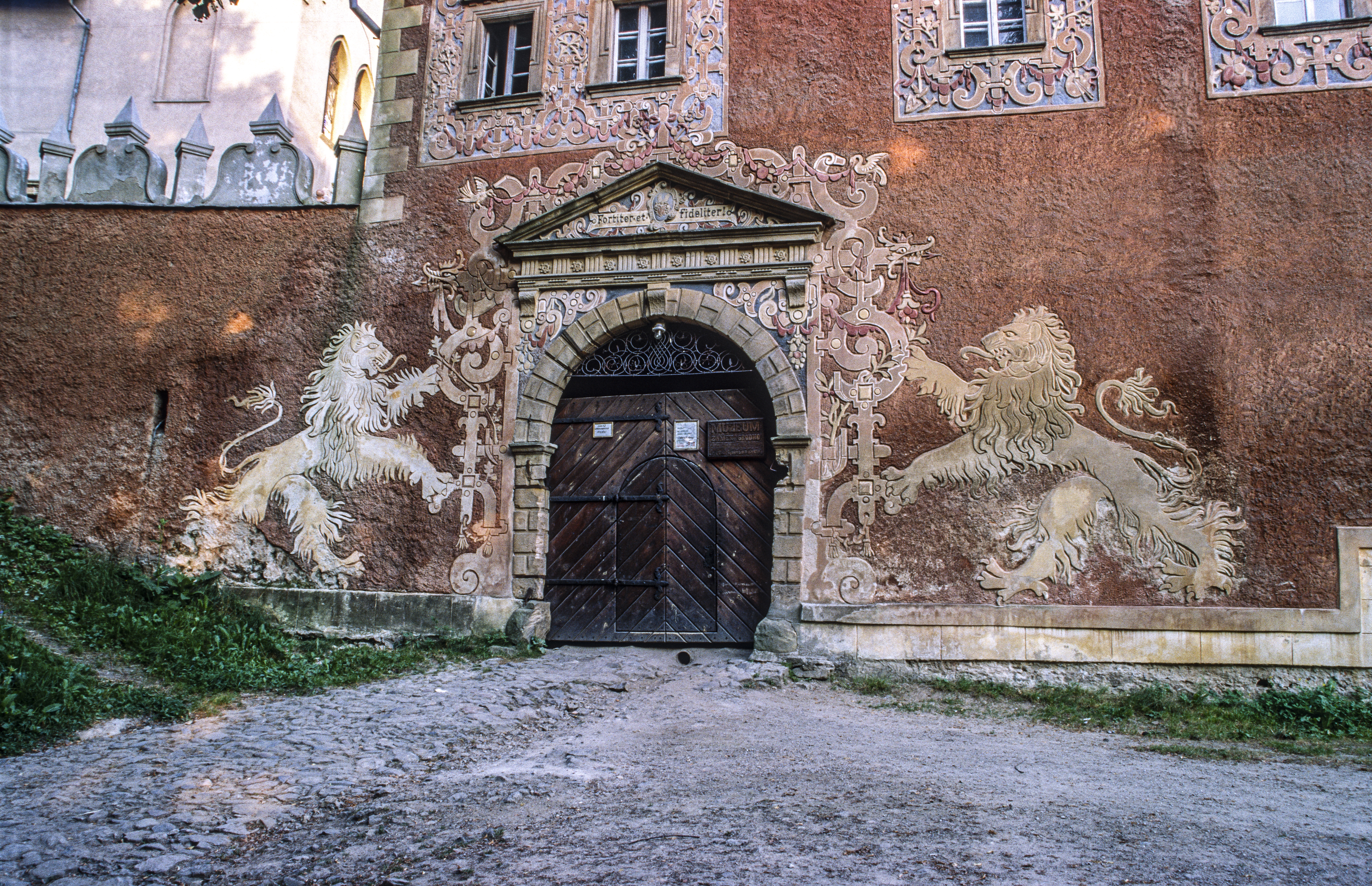
Lối vào lâu đài Grodno

Zagórze Śląskie [zaˈɡuʐɛ ˈɕlɔ̃skʲɛ] (tiếng Đức: Kynau) là một ngôi làng thuộc khu hành chính của Gmina Walim, thuộc hạt Wałbrzych, Lower Silesian Voivodeship, nằm ở phía tây nam Ba Lan.

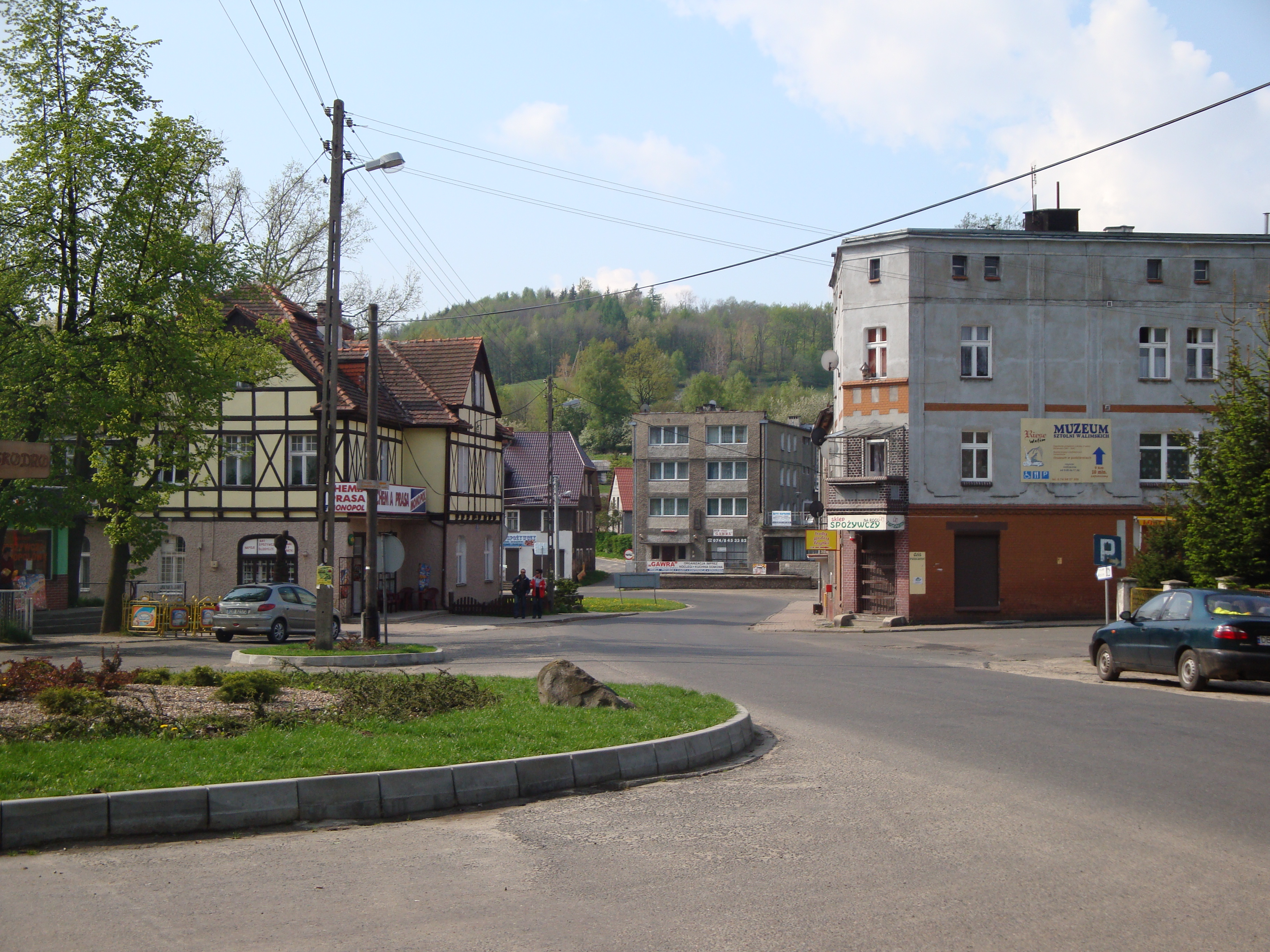
Trung tâm làng

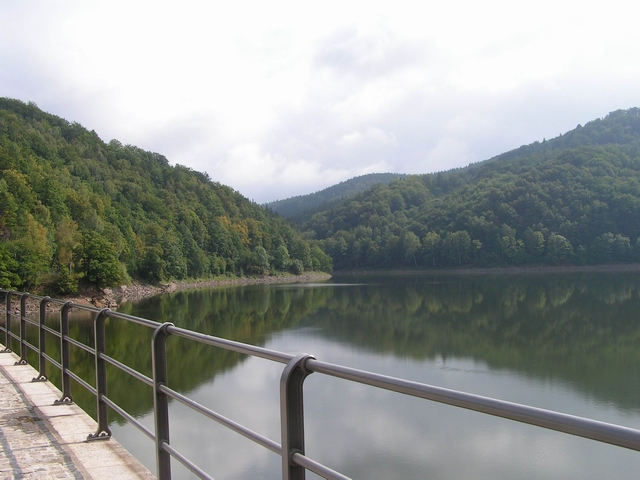
Hồ Lubachowskie, gần làng

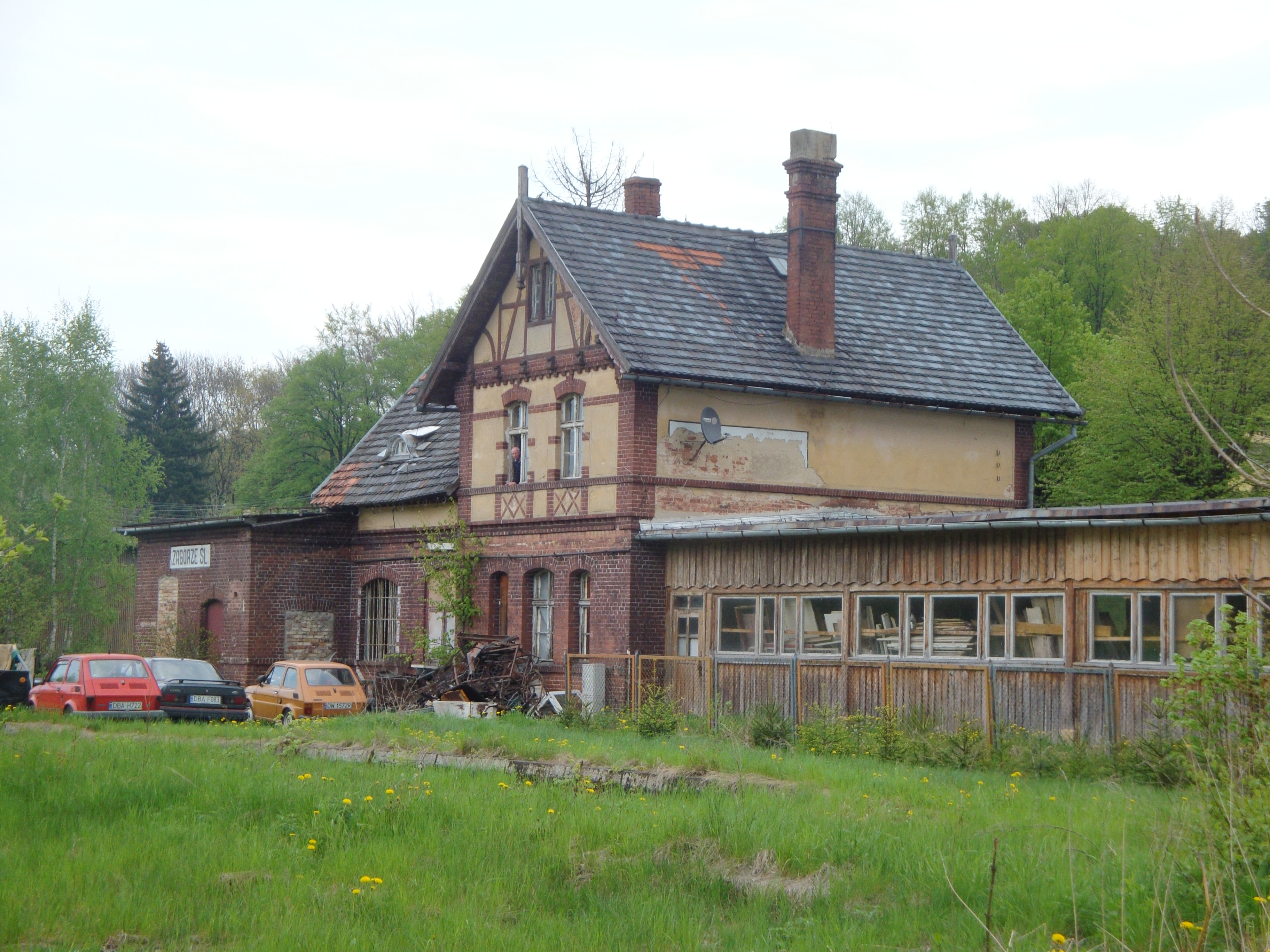
Ga xe lửa cũ

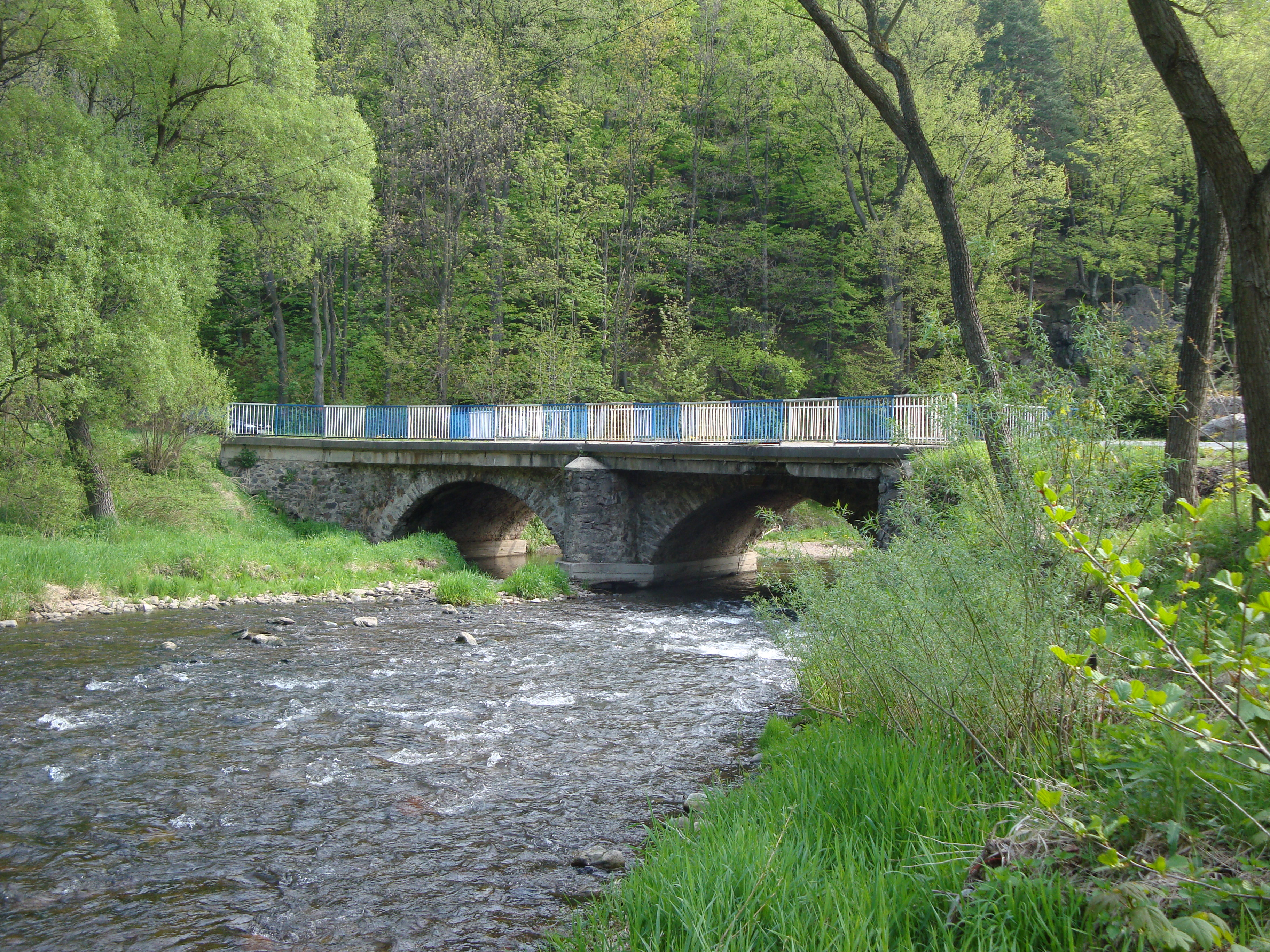
Cây cầu đá

Khu định cư ở phía bắc dãy núi Owl nằm cách khoảng 7 km   về phía tây bắc Walim, 10 km về phía đông nam của Wałbrzych và 62 km   về phía tây nam của thủ đô khu vực Wrocław.

## Lịch sử
Zagórze Sląskie được dựng lên dưới chân lâu đài Grodno (Kynsburg), được xây dựng vào cuối thế kỷ thứ mười ba bởi Công tước Bolko I the Strict như một pháo đài gần biên giới với Vương quốc Bohemia. Sau khi nó rơi vào tay của ngai vương của boho vào năm 1368, nó đã bị giữ bởi một số người sở hữu khác nhau, trong số đó có Bá tước Hoberg tại Książ cho đến năm 1567 và Hoàng tử Michael the Brave of Wallachia.
Trước năm 1945, ngôi làng là một phần của Đức và được biết đến với tên gọi là Kynau.

## Điểm tham quan
- Lâu đài Grodno
- Đập trên hồ Lubachowskie
- Nhà thờ, được đề cập vào năm 1376, tồn tại từ khoảng năm 1550

## Tuyến đường đi bộ
- Màu xanh lá cây: "Szlak Zamków Piastowskich" đến lâu đài Grodziec
- Màu vàng: PKP Wałbrzych Główny - Nowy Dwór Castle - Jedlina-Zdrój - Niedźwiedzica - Zagorze SlaskieKhách - Zamek Grodno - Bystrzyca Gorna - Swidnica - Ślęża - Wieżyca - PKP w Sobótce - Wrocław
- Màu xanh dương: Tuyến đi bộ châu Âu E3 Tây Ban Nha - Bulgaria